# Парк Хаус
Парк Хаус (Park House) —  сеть моллов, задуманная и реализованная в период с 2003 по 2006 годы самарской группой компаний «Время» Эдуарда Вырыпаева. Разработчиком бренда является известный самарский журналист, историк, маркетолог и политик Михаил Матвеев. ГК «Время» в стратегическом партнерстве с австрийской компаний Meinl European Land в 2006 г. была преобразована в компанию «Молл Менеджмент». Позже «Молл Менеджмент» был полностью выкуплен фондом Meinl, а затем (в 2008—2009 гг.) перепродан нидерландской компании Atrium European Real Estate (AERE).
Сеть «Парк Хаус» включает 7 построенных торговых центров: 2 в Москве, в Санкт-Петербурге, Тольятти, Волгограде, Казани и Екатеринбурге. В настоящее время все торговые центры принадлежат компании «Манхэттен Риэл Эстейт Менеджмент» (ОГРН 1075047000907, ИНН5047080709, КПП 771501001, местонахождение 127 273, Москва, Сигнальный проезд, дом 17. Фактический адрес: 125 057, г. Москва, Чапаевский, переулок дом 3, Джавад Бизнес Центр, 9 этаж).
- В 2002 году введён в эксплуатацию торговый центр в Самаре.
- В 2003 введен в эксплуатацию торговый центр в Волгограде. Комплекс стал крупнейшим моллом Поволжья на момент ввода в эксплуатацию.
- В 2004 началась реализация проектов в Екатеринбурге, Тольятти и Казани.
- В августе 2005 открылся молл в Екатеринбурге, в декабре — в Тольятти.
- В 2006 открылись торговые центры в Казани, Москве.
- В 2008 открылся торговый центр в Санкт-Петербурге.
- В апреле 2009 закончено строительство второй очереди в Тольятти. Открылся магазин «Castorama».
- В октябре 2009 закончено строительство второй очереди в Волгограде. Открылся магазин OBI — первый в ЮФО.
- В ноябре 2009 закончено строительство третьей очереди в Тольятти. Открылся гипермаркет бытовой техники и электроники немецкой сети «Media Markt».

## Деятельность
«Парк Хаус» — это торгово-развлекательный комплекс (молл), который объединяет в одном здании крупнейших «якорных» арендаторов, галерею бутиков, кинотеатр, игровые площадки и аттракционы, фуд-корт и другие объекты торговли, развлечений и отдыха.

## Достижения
На основании решения жюри Российского Совета торговых центров торгово-развлекательный комплекс «Парк Хаус» (Волгоград) удостоен звания «Российский торговый центр-2004». Рейтинг составляется ежегодно.